# Іскшичин
Іскшичин (пол. Iskrzyczyn) — село в Польщі, у гміні Дембовець Цешинського повіту Сілезького воєводства.
Населення — 617 осіб (2011).
У 1975-1998 роках село належало до Бельського воєводства.

## Демографія
Демографічна структура станом на 31 березня 2011 року:
|          | Загалом | Допрацездатний вік | Працездатний вік | Постпрацездатний вік |
| -------- | ------- | ------------------ | ---------------- | -------------------- |
| Чоловіки | 314     | 72                 | 212              | 30                   |
| Жінки    | 303     | 55                 | 180              | 68                   |
| Разом    | 617     | 127                | 392              | 98                   |